# Diazotrofi
I diazotrofi sono microrganismi che fissano l'azoto gassoso atmosferico in una forma biologicamente più utile come l'ammoniaca.
Esempi di organismi in grado di compiere questo processo sono Rhizobia, Frankia (in simbiosi), e Azospirillum.

I diazotrofi possono crescere senza fonti esterne di azoto già fissato. Contengono solitamente sistemi con nitrogenasi a ferro-molibdeno.
Due dei sistemi più studiati sono quelli di Klebsiella pneumoniae e Azotobacter vinlandii, utilizzati per la facile crescita e il controllo genetico.